# シルヴィオ・ロメロ
シルヴィオ・ロメロ（1988年7月22日 - ）はアルゼンチンのサッカー選手。ポジションはFW。インスティトゥートACコルドバ所属。

## 経歴
17歳の時よりインスティトゥートACコルドバに所属し、2010年にCAラヌースに移籍した。2013年にはリーグ・アンのスタッド・レンヌに移籍するも、14試合で3ゴールと不本意な結果に終わった。その後、リーガMXのクラブであるモナルカス・モレリアへの移籍が決まりかけるも、メディカルチェックにおいて問題が発覚し破談となった。2015年には同じリーグであるチアパスFCに移籍するが、前半シーズンは11試合1ゴールと不振が続く。しかし、2015-16シーズンには18得点を記録した。
2016年6月8日、クラブ・アメリカに800万ドルで移籍した。FIFAクラブワールドカップ2016にも出場し、2得点を決めた。
2018年、CAインデペンディエンテに移籍し母国に復帰した。同年8月8日に行われたスルガ銀行チャンピオンシップ2018のセレッソ大阪戦にも出場し、インデペンディエンテの国際タイトル数を3に伸ばすことに貢献した。